# NGC 7799
NGC 7799 is een ster in het sterrenbeeld Pegasus. Het hemelobject werd op 7 november 1863 ontdekt door de Duits-Deense astronoom Heinrich Louis d'Arrest.